# Buckner (Illinois)
Buckner és una població dels Estats Units a l'estat d'Illinois. Segons el cens del 2000 tenia 479 habitants.

## Demografia
Segons el cens del 2000, Buckner tenia 479 habitants, 218 habitatges, i 134 famílies. La densitat de població era de 207,8 habitants/km².
Dels 218 habitatges en un 22,9% hi vivien nens de menys de 18 anys, en un 44,5% hi vivien parelles casades, en un 10,6% dones solteres, i en un 38,5% no eren unitats familiars. En el 33% dels habitatges hi vivien persones soles el 14,7% de les quals corresponia a persones de 65 anys o més que vivien soles. El nombre mitjà de persones vivint en cada habitatge era de 2,2 i el nombre mitjà de persones que vivien en cada família era de 2,78.
Per edats la població es repartia de la següent manera: un 21,3% tenia menys de 18 anys, un 7,7% entre 18 i 24, un 28% entre 25 i 44, un 23,6% de 45 a 60 i un 19,4% 65 anys o més.
L'edat mediana era de 41 anys. Per cada 100 dones de 18 o més anys hi havia 97,4 homes.
La renda mediana per habitatge era de 25.119 $ i la renda mediana per família de 29.167 $. Els homes tenien una renda mediana de 24.875 $ mentre que les dones 16.750 $. La renda per capita de la població era de 12.260 $. Aproximadament el 18,9% de les famílies i el 23,3% de la població estaven per davall del llindar de pobresa.

## Poblacions més properes
El següent diagrama mostra les poblacions més properes.